# Il mondo segreto di Ani Yoko
Animal yokochō (アニマル横町?, Animaru yokochō) è un manga shōjo scritto e disegnato da Ryo Maekawa, pubblicato in Giappone sulla rivista Ribon di Shūeisha dal febbraio 2000. Nel 2006 è stato premiato come "miglior manga per bambini" col 51º Shogakukan Manga Award. Dal manga è stato tratto un anime di 51 episodi in una co-produzione tra lo studio giapponese Gallop e lo studio sudcoreano Dongwoo Animation, andato in onda su TV Tokyo tra l'ottobre 2005 e il settembre 2006.
In Italia il manga è inedito, mentre l'anime è stato trasmesso su Hiro a partire dal 1º fino al 31 luglio 2011 con il titolo Il mondo segreto di Ani Yoko, interrompendosi tuttavia all'episodio 31 a causa della chiusura del canale.

## Trama
Una bambina di nome Ami Matsuzaki trasloca con la sua famiglia in una nuova abitazione, non appena arrivata Ami si accorge che in casa ci sono altre presenze, ma i suoi genitori non le credono. Una volta arrivata nella sua cameretta fa conoscenza con 3 peluches: Panda, Nalle e Banni. Costoro provengono dal mondo di Ani Yoko che è collegato a quello umano tramite una botola sul pavimento della stanza della bambina. Incuriosita Ami decide di entrare nella botola dove incontrerà stravaganti creature che abitano il vicolo degli animali.

## Personaggi
Ami Matsuzaki (松崎 亜美?, Matsuzaki Ami)
Doppiata da: Erika (ed. giapponese), Valentina Pallavicino (ed. italiana)
Protagonista della serie, è una bambina di 5 anni che è recentemente arrivata da un altro luogo con la famiglia. Intelligente, piena di fantasia scoprirà il regno magico.
Banni (イヨ?, Iyo, Iyo)
Doppiata da: Rumi Shishido (ed. giapponese), Emanuela Pacotto (ed. italiana)
È una delle tre creature magiche provenienti da Ani Yoko, i tre sono conosciuti con il nick di "trio felice di Ani Yoko", ricorda d'aspetto un coniglio di peluche, che può inserire nelle sue orecchie qualunque liquido o solido per poi riprenderlo quando desidera. Uno dei suoi peggior difetti è che quando si sente offesa o riceve un rifiuto muore e l'unico modo per farla rivivere è farle credere il contrario. Il suo alter ego umano è un pupazzo di nome Elisabettapitecantropus Seijonagon II detta Banniko.
Nalle (ケンタ?, Kenta, Kenta)
Doppiato da: Nao Nagasawa (ed. giapponese), Gea Riva (ed. italiana)
Sembra un orso di peluche, una delle tre entità che fa visita alla protagonista. Burbero, ha un rapporto conflittuale con Banni. Indossa sempre una sciarpa rossa simbolo della sua identità. Crede di essere un comico, ma non fa ridere nessuno. Il suo alter ego umano è un pupazzo di nome Jeananghero Psijuino VIII detto Nallero.
Panda (イッサ?, Issa, Issa)
Doppiato da: Yūko Satō (ed. giapponese), Benedetta Ponticelli (ed. italiana)
È il terzo animale del trio, ricorda un panda di peluche, cerca in tutti i modi di risultare simpatico a Ami. Sotto la sua apparente gracilità nasconde una forza smisurata. Il suo alter ego umano è un pupazzo di nome Jeaquebenchororin Rikyu V detto Pandaro.
Signor Ponni (ヤマナミさん?, Yamanami-san)
Doppiato da: Ken'yū Horiuchi (ed. giapponese), Alessandro D'Errico (ed. italiana)
Ha l'aspetto di un cavallo arancione e se ne sta rinchiuso sotto la botola in attesa di mettersi in mostra quando c'è un problema da risolvere.
Kumi (竹田 久美子?, Takeda Kumiko, Kumiko Takeda)
Doppiata da: Kaori Fukuhara (ed. giapponese), ? (ed. italiana)
È la migliore amica di Ami alla scuola materna. Scopre anche lei l'esistenza del mondo di Ani Yoko, ma crede che Nalle sia solo un peluche.
Miss Nonko (Mr. のんこちゃん?, Nonko-chan)
Doppiato da: Kaori Fukuhara (ed. giapponese), ? (ed. italiana)
È una tartaruga che vive dentro le orecchie di Banni.
Lumi (まっち?, Macchi, Macchi) & Nari (ピッチ?, Picchi, Picchi)
Doppiati da: Nanae Katō e Naoko Suzuki (ed. giapponese), ? (ed. italiana)
Sono rispettivamente una gatta e un canarino: hanno fondato una società che fa concorrenza al sig. Ponni.
Signorina Shimako (しま シマ子?, Shima Shimako, Shimako Shima)
Doppiata da: Urara Takano (ed. giapponese), ? (ed. italiana)
Ricorda una zebra e il sig. Ponni ha un debole per lei.
Signorina Ako (青森 あこ?, Aomori Ako, Ako Aomori)
Doppiata da: Shizuka Itō (ed. giapponese), ? (ed. italiana)
È la maestra d'asilo di Ami e ha 25 anni.
Yayoi (やよい?, Yayoi)
Doppiato da: Shizuka Itō (ed. giapponese), ? (ed. italiana)
Sembra un koala, ma in realtà è un costume al cui interno si cela un alieno.

## Anime

### Episodi
In originale una parte dei titoli, Doki☆Doki (どき☆どき?), è sempre uguale in tutti gli episodi.
| Nº | Titolo italiano Giapponese 「Kanji」 - Rōmaji | In onda           | In onda        |
| Nº | Titolo italiano Giapponese 「Kanji」 - Rōmaji | Giapponese        | Italiano       |
| 1  | Nuovi amici 「新しいお友達の巻」 - Atarashii otomodachi no makiSotto la botola 「扉を開くの巻」 - Tobira wo aku no maki                                                | 4 ottobre 2005    | 1º luglio 2011 |
| 2  | Giochi in cucina 「ケーキを作るぞの巻」 - Kēki wo tsukuruzo no makiIl compito di Ami 「宿題スルンジャーの巻」 - Shokudai surunjā no maki                               | 11 ottobre 2005   | 2 luglio 2011  |
| 3  | Puzzle ed enigmi 「パズルでパンチ！の巻」 - Pazuru de panchi! No makiZuppa mista party 「やみなべパーチーの巻」 - Yaminabe pāchī no maki                               | 18 ottobre 2005   | 3 luglio 2011  |
| 4  | Vendita per corrispondenza 「カタログショッピングの巻」 - Katarogu shoppingu no makiIl raffreddore 「カゼっぴきの巻」 - Kazeppiki no maki                              | 25 ottobre 2005   | 4 luglio 2011  |
| 5  | Lezione di dieta 「マル秘ダイエットの巻」 - Marupi daietto no makiLa lettera di Ami 「ファンレターの巻」 - Fanretā no maki                                             | 1º novembre 2005  | 5 luglio 2011  |
| 6  | Oroscopi e chiaroveggenza 「占いパラダイスの巻」 - Uranai paradaisu no makiLite per una sciarpa 「大げんかの巻」 - Ōgenka no maki                                      | 8 novembre 2005   | 6 luglio 2011  |
| 7  | La sciarpa di Nalle 「マフラー物語の巻」 - Mafura monogatari no makiBanni perde la memoria 「イヨさん事件です！の巻」 - Iyo-san jiken desu! No maki                    | 15 novembre 2005  | 7 luglio 2011  |
| 8  | Nessuna reazione 「突っ込み道の巻」 - Tsukkomi michi no makiL'ultimo diventa primo 「アニヨコシリトリの巻」 - Ani Yoko shiritori no maki                               | 22 novembre 2005  | 8 luglio 2011  |
| 9  | Giochiamo a carte 「トランプの巻」 - Turampu no makiStorie di paura 「恐怖の秋の巻」 - Kyoufu no aki no maki                                                           | 29 novembre 2005  | 9 luglio 2011  |
| 10 | Scambio di diari 「交換日記の巻」 - Koukan nikki no makiCos'è successo al signor Ponni? 「ヤマナミさん殺人事件の巻」 - Yamanami-san satsujin jiken no maki             | 6 dicembre 2005   | 10 luglio 2011 |
| 11 | Il compleanno di Ami 「バースデーなのだの巻」 - Bāsudē nanoda no makiBattaglia di palle di neve 「雪合戦の巻」 - Yuki aisen no maki                                    | 13 dicembre 2005  | 11 luglio 2011 |
| 12 | Buon Natale 「クリスマスの巻」 - Kurisumasu no makiL'agitazione della vigilia 「不眠対策の巻」 - Fumin taisaku no maki                                                 | 20 dicembre 2005  | 12 luglio 2011 |
| 13 | Grandi pulizie 「大掃除の巻」 - Oosouji no makiUna spa in casa 「温泉の巻」 - Onsen no maki                                                                            | 27 dicembre 2005  | 13 luglio 2011 |
| 14 | Scale e serpenti 「みんなですごろくの巻」 - Minna de sugoku no makiSoli in casa 「お留守番の巻」 - Orusuban no maki                                                    | 10 gennaio 2006   | 14 luglio 2011 |
| 15 | Arriva Kumi 「くーちゃん初登場の巻」 - Ku-chan shuudouba no makiCambio di identità per Nalle 「ケンタの真実の巻」 - Kenta no shinjitsu no maki                         | 17 gennaio 2006   | 15 luglio 2011 |
| 16 | Prevenzione dentale 「虫歯予防の巻」 - Mushiha yohou no makiIl passatempo di Banni 「趣味いろいろの巻」 - Shuumi iroiro no maki                                        | 24 gennaio 2006   | 16 luglio 2011 |
| 17 | Non dire "cavallo" 「ヤマナミ戦の巻」 - Yamanami sen no makiRacconta una storia 「お話発表会の巻」 - Ohanashi happyoukai no maki                                       | 31 gennaio 2006   | 17 luglio 2011 |
| 18 | Preparativi per la gita 「遠足イブの巻」 - Ensoku ibu no makiLa prima cotta di Ami 「あみの初恋？！の巻」 - Ami no hatsuren?! No maki                                  | 7 febbraio 2006   | 18 luglio 2011 |
| 19 | San Valentino 「バレンタインの巻」 - Barentain no makiInvenzione geniale 「大発明！？の巻」 - Daihatsumei!? No maki                                                    | 14 febbraio 2006  | 19 luglio 2011 |
| 20 | La rivale di Banni 「ライバル？の巻」 - Raibaru? No makiMeglio adulti o bambini? 「オトナって…の巻」 - Otona tte… no maki                                              | 21 febbraio 2006  | 20 luglio 2011 |
| 21 | Ponni-promozione 「ビデオ大作戦の巻」 - Bideo daisakusen no makiPanda-man 「イッサの超能力の巻」 - Issa no chounouryoku no maki                                        | 28 febbraio 2006  | 21 luglio 2011 |
| 22 | La lepre e la tartaruga 「うさぎとカメの巻」 - Usagi to kame no makiLa squadra di esploratori 「探検隊の巻」 - Tankentai no maki                                       | 7 marzo 2006      | 22 luglio 2011 |
| 23 | Avventura in miniatura 「ミニミニ大冒険の巻」 - Mini mini daibouken no makiAni Yoko Times 「アニ横新聞の巻」 - Ani Yoko shinbun no maki                                | 14 marzo 2006     | 23 luglio 2011 |
| 24 | Invito a casa di Kumi 「およばれの巻」 - Oyobare no makiPrima della prima 「おゆうぎの巻」 - Oyugi no maki                                                             | 21 marzo 2006     | 24 luglio 2011 |
| 25 | La scuola materna di Ami 「幼稚園の巻」 - Youchien no makiAddio? No grazie! 「まさか？お別れの巻」 - Masaka? Owakare no maki                                           | 28 marzo 2006     | 25 luglio 2011 |
| 26 | La fioritura del ciliegio 「お花見の巻」 - Ohanami no makiIl concorso di Mister Ani Yoko 「Mr.アニヨコの巻」 - Mr. Aniyoko no maki                                     | 4 aprile 2006     | 26 luglio 2011 |
| 27 | La fine del mondo? 「地球最後の日？の巻」 - Chikyuu saigo no hi? No makiLo scrigno del tesoro 「玉手箱の巻」 - Tamatebako no maki                                      | 11 aprile 2006    | 27 luglio 2011 |
| 28 | Viaggio interstellare 「宇宙旅行の巻」 - Uchuu ryokou no makiPanda se ne va 「イッサの家出の巻」 - Issa no iede no maki                                                | 18 aprile 2006    | 28 luglio 2011 |
| 29 | Bambole di argilla 「ねんどあそびの巻」 - Nendo asobi no makiChe negozio scegli? 「お店屋さんごっこの巻」 - Omiseya-san gokko no maki                                  | 25 aprile 2006    | 29 luglio 2011 |
| 30 | Una visita inattesa 「家庭訪問の巻」 - Kateihoumon no makiAmi impara ad andare in bicicletta 「初めての自転車の巻」 - Hajimete no jitensha no maki                     | 2 maggio 2006     | 30 luglio 2011 |
| 31 | Chi vuol essere una fashion leader? 「オシャレになりたいの巻」 - Oshare ni naritai no makiBanni, la malata immaginaria 「美少女イヨ！？の巻」 - Bishoujo Iyo!? No maki | 9 maggio 2006     | 31 luglio 2011 |
| 32 | 「まんが道の巻」 - Manga michi no maki「なまけものの巻」 - Namakemono no maki                                                                                          | 16 maggio 2006    | -              |
| 33 | 「突っ込み道2の巻」 - Tsukkomi michi 2 no maki「ガーデニングの巻」 - Gādeningu no maki                                                                                 | 23 maggio 2006    | -              |
| 34 | 「夜の動物園の巻」 - Yoru no doubutsuen no maki「イヨVSイヨの巻」 - Iyo VS Iyo no maki                                                                                 | 30 maggio 2006    | -              |
| 35 | 「いれかわりの巻」 - Irekawari no maki「イヨ、スパイになる？の巻」 - Iyo, supai ni naru? No maki                                                                       | 6 giugno 2006     | -              |
| 36 | 「プリンセス！？の巻」 - Purinsesu!? no maki「憧れのシマ子さんの巻」 - Akogare no Shimako-san no maki                                                                  | 13 giugno 2006    | -              |
| 37 | 「アイドルデビューの巻 その1」 - Aidoru debyū no maki sono 1「アイドルデビューの巻 その2」 - Aidoru debyū no maki sono 2                                               | 20 giugno 2006    | -              |
| 38 | 「魔法少女あみの巻」 - Mahou shoujo Ami no maki「ケンタの弟？の巻」 - Kenta no otouto? No maki                                                                         | 27 giugno 2006    | -              |
| 39 | 「イッサがいっぱいの巻」 - Issa ga ippai no maki「夢うらないの巻」 - Yume uranai no maki                                                                               | 4 luglio 2006     | -              |
| 40 | 「タイムマシンの巻」 - Taimu mashin no maki「ちこくしちゃう！の巻」 - Chikokushichau! No maki                                                                          | 11 luglio 2006    | -              |
| 41 | 「レギュラーになりたいの巻」 - Regyurā ni naritai no maki「アロマナイトの巻」 - Aroma naito no maki                                                                    | 18 luglio 2006    | -              |
| 42 | 「アニ横のウラ側の巻」 - Ani Yoko no uragawa no maki「イッサの初恋！？の巻」 - Issa no hatsukoi!? No maki                                                              | 25 luglio 2006    | -              |
| 43 | 「夏まっさかりの巻」 - Natsu massakari no maki「野生のケンタの巻」 - Yasei no Kenta no maki                                                                            | 1º agosto 2006    | -              |
| 44 | 「アニメが見たい！の巻」 - Anime ga mitai! No maki「誰もいなくなった？の巻」 - Dare mo inakunatta? No maki                                                             | 8 agosto 2006     | -              |
| 45 | 「ゆれるヤマナミさん！？の巻」 - Yureru Yamanami-san!? No maki「飛べ！ケンタの巻」 - Tobe! Kenta no maki                                                               | 15 agosto 2006    | -              |
| 46 | 「恐怖の宿題の巻」 - Kyofu no shukudai no maki「なぞのラブレターの巻」 - Nazo no raburetā no maki                                                                      | 22 agosto 2006    | -              |
| 47 | 「ざしきわらし？の巻」 - Gishiki-warashi no maki「逃げろまっち！の巻」 - Nigero Macchi! No maki                                                                        | 29 agosto 2006    | -              |
| 48 | 「さよならシマ子さんの巻」 - Sayonara Shimako-san no maki「ラブラブ？の巻」 - Raburabu? No maki                                                                        | 5 settembre 2006  | -              |
| 49 | 「あみイヨ大混線の巻 前編」 - Ami Iyo daikonsen no maki zenpen「あみイヨ大混線の巻 後編」 - Ami Iyo daikonsen no maki kouhen                                           | 12 settembre 2006 | -              |
| 50 | 「宝探しにGO！の巻」 - Takarasagashi ni GO! No maki「おねがいノートの巻」 - Onegai nōto no maki                                                                        | 19 settembre 2006 | -              |
| 51 | 「扉が消える日！？の巻」 - Tobira ga kieru hi!? Maki「最終回の巻」 - Saishokai no maki                                                                                 | 26 settembre 2006 | -              |

### Sigle
Sigla di apertura
- Tondemo Nothing ~Doki☆Doki Animal yokochō no uta no maki~ (飛んでもNothing ～どき☆どき アニマル横町のうたの巻～?), di Erika (Ami), Rumi Shishido (Iyo), Nao Nagasawa (Kenta) e Yūko Satō (Issa) (ep. 1-26)
- Love chu you!! (ラブ chu ユー！！?), di Ribon girl (ep. 27-51)

Sigla di chiusura
- Fantasista★Girl (ファンタジスタ★ガール?), degli the Indigo (ep. 1-26, 51)
- Sweetie, di Fumiko Orikasa (ep. 27-50)

Sigla di apertura e di chiusura italiana
- Nel mondo segreto, strumentale arrangiamento di Fausto Cogliati

## Videogiochi
Alcuni videogame della Konami sono stati fatti basandosi su tale anime:
- Animal Yokochō Doki☆Doki kyūshutsu daisakusen! No maki (アニマル横町 ～どき☆どき 救出大作戦！の巻～?), sviluppato per Game Boy Advance da Konami nel 2005[2].
- Animal Yokochō Doki☆Doki shinkyū shiken! No maki (アニマル横町 どき☆どき進級試験！の巻?), prodotto da Konami per Game Boy Advance nel 2006[3].